# Pebble Creek (Soda Butte Creek)
Der Pebble Creek ist ein etwa 24 km langer, rechter Nebenfluss des Soda Butte Creek in den US-Bundesstaaten Montana und Wyoming. Er fließt auf seiner gesamten Länge durch den Yellowstone-Nationalpark. „Pebble“ ist die englische Bezeichnung für einen Kieselstein.

## Verlauf
Der Pebble Creek entspringt in einem Bergkessel westlich des Wolverine Peak im äußersten Nordosten des Yellowstone-Nationalparks im Park County im Süden Montanas in den südlichen Beartooth Mountains auf einer Höhe von etwa 2865 m. Er fließt zunächst nach Südwesten, wendet sich westlich des Meridian Peak nach Westen und nach einigen Kilometern nach Süden. Er überquert die Grenze zum Park County im Bundesstaat Wyoming und damit auch den 45. Breitengrad. Der Pebble Creek fließt durch ein langgestrecktes Tal in den Absaroka Mountains zwischen Barronette Peak im Osten und Mount Hornaday im Westen in südliche Richtung und erhält zahlreiche kleinere Zuflüsse von den umliegenden Berghängen. Kurz vor seiner Mündung passiert der Fluss den Pebble Creek Campground, unterquert die Northeast Entrance Road (U.S. Highway 212) und mündet im Feuchtgebiet Round Prairie auf einer Höhe von 2073 m in den hier nach Südwesten fließenden Soda Butte Creek. Der Pebble Creek Trail folgt nahezu dem gesamten Flussverlauf.

## Hydrologie
Der Pebble Creek ist als Nebenfluss des Soda Butte Creek Teil des Einzugsgebietes des Lamar River, der über Yellowstone River, Missouri und Mississippi in den Golf von Mexiko entwässert. Das Einzugsgebiet des Pebble Creek umfasst ein Areal von etwa 69 km² und grenzt an die Einzugsgebiete von Stillwater River im Nordosten, Soda Butte Creek im Osten, Rose Creek im Südwesten, Slough Creek im Westen sowie Lost Creek im Nordwesten. Der Pebble Creek ist der wichtigste Zufluss des Soda Butte Creek.

## Galerie

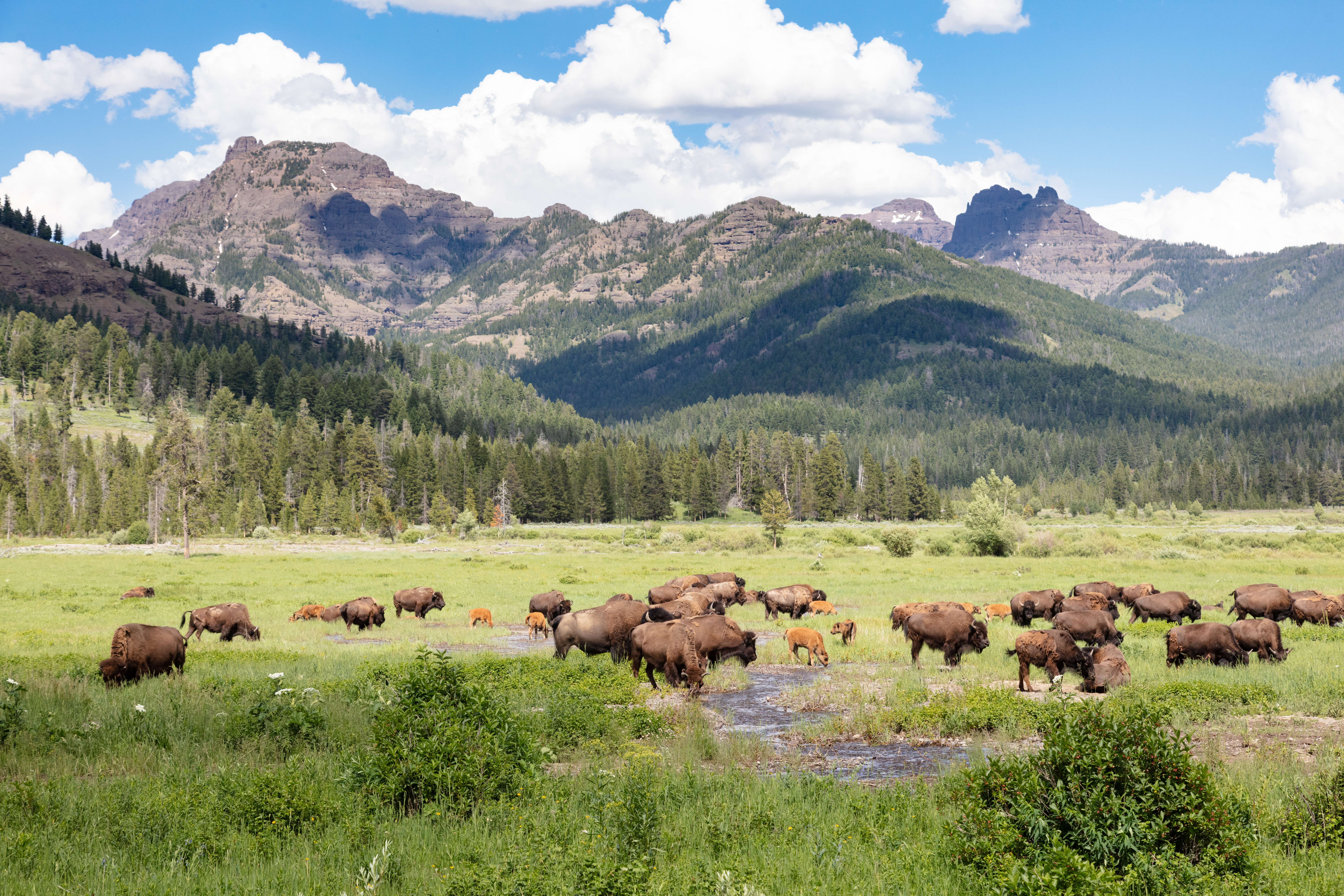
Bisons am Pebble Creek in der Round Prairie. Im Hintergrund der Abiathar Peak.
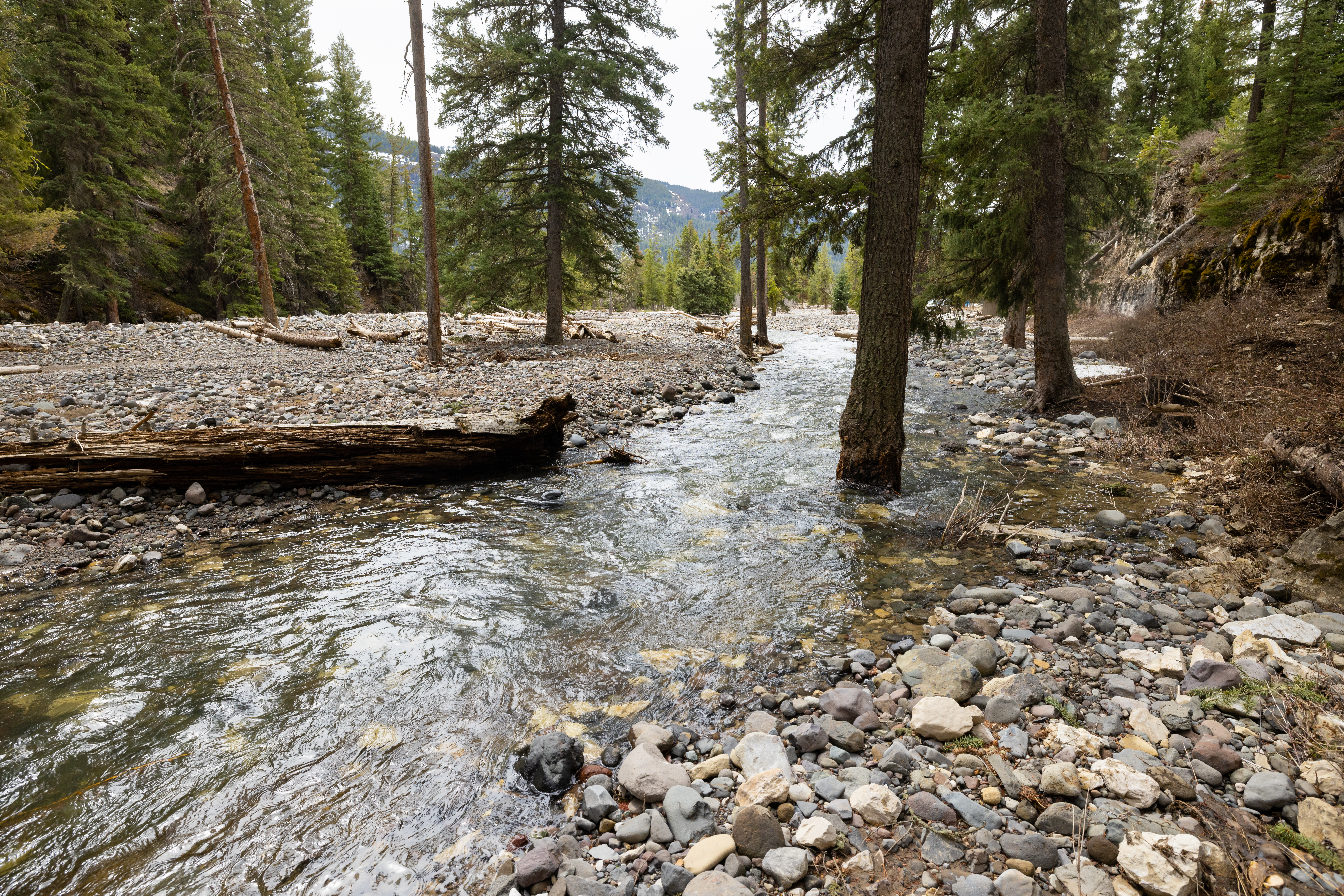
Pebble Creek
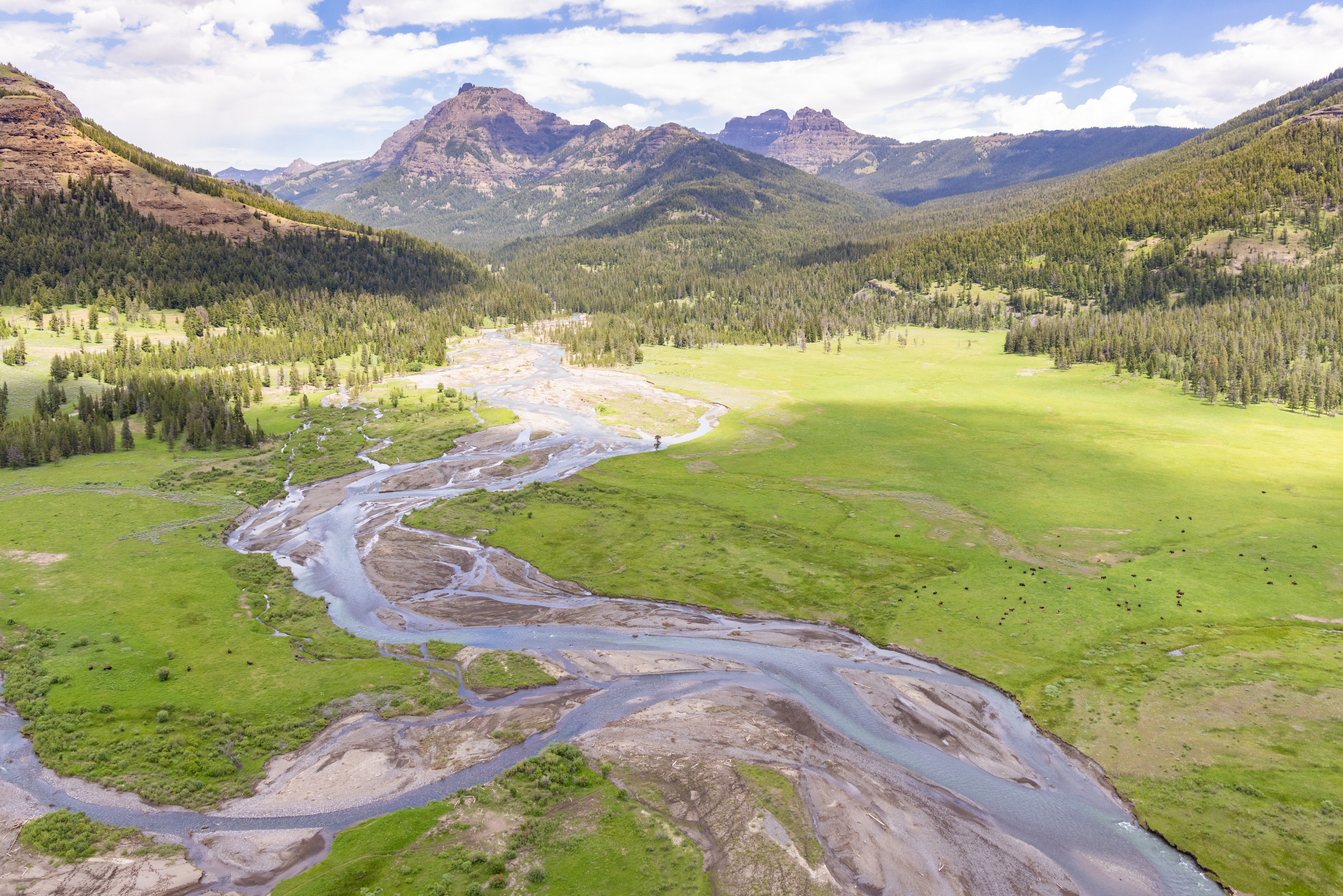
Mündung des Pebble Creek (vorne links) in den Soda Butte Creek während der Flutkatastrophe 2022
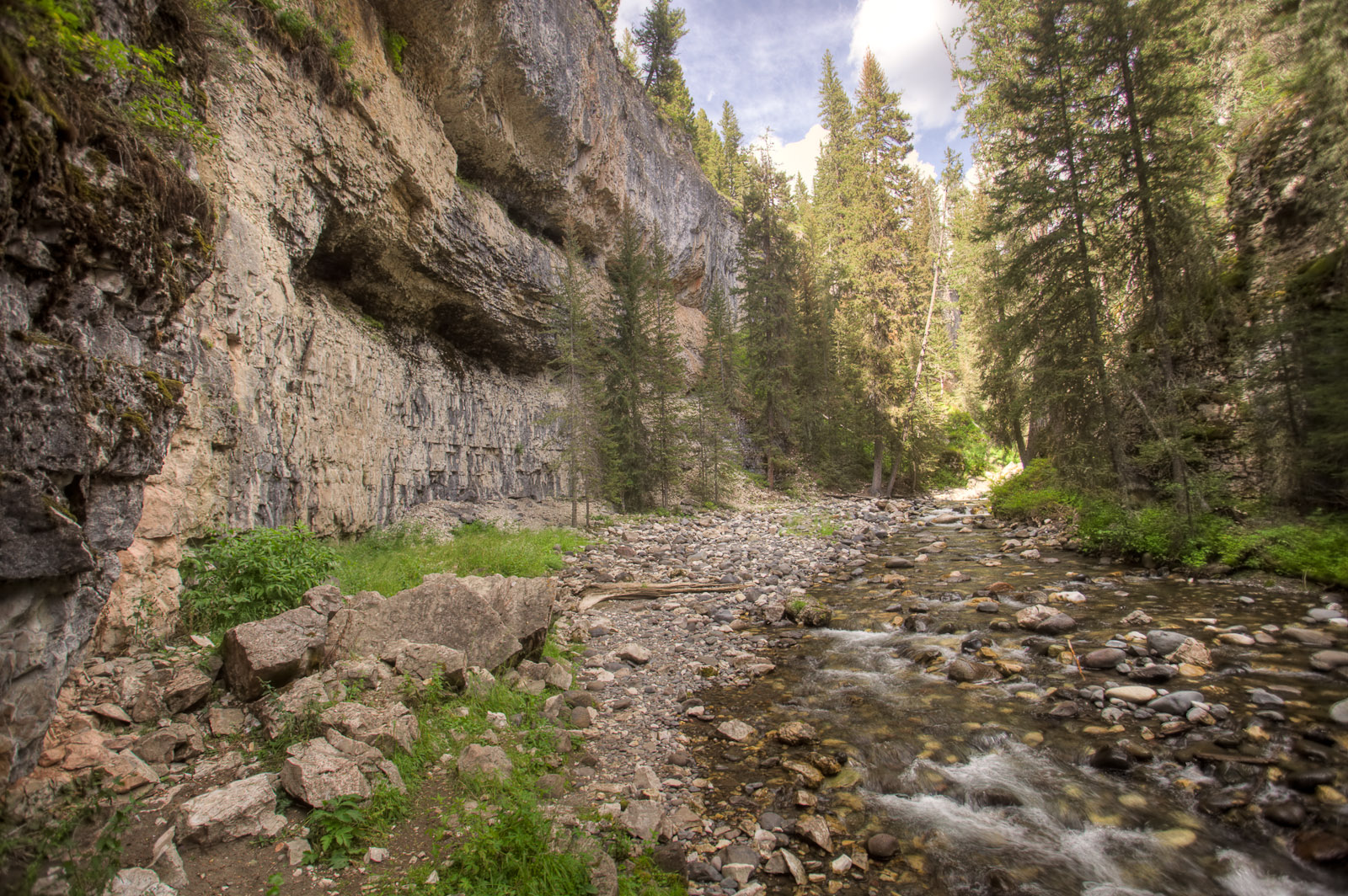
Pebble Creek im Pebble Creek Canyon
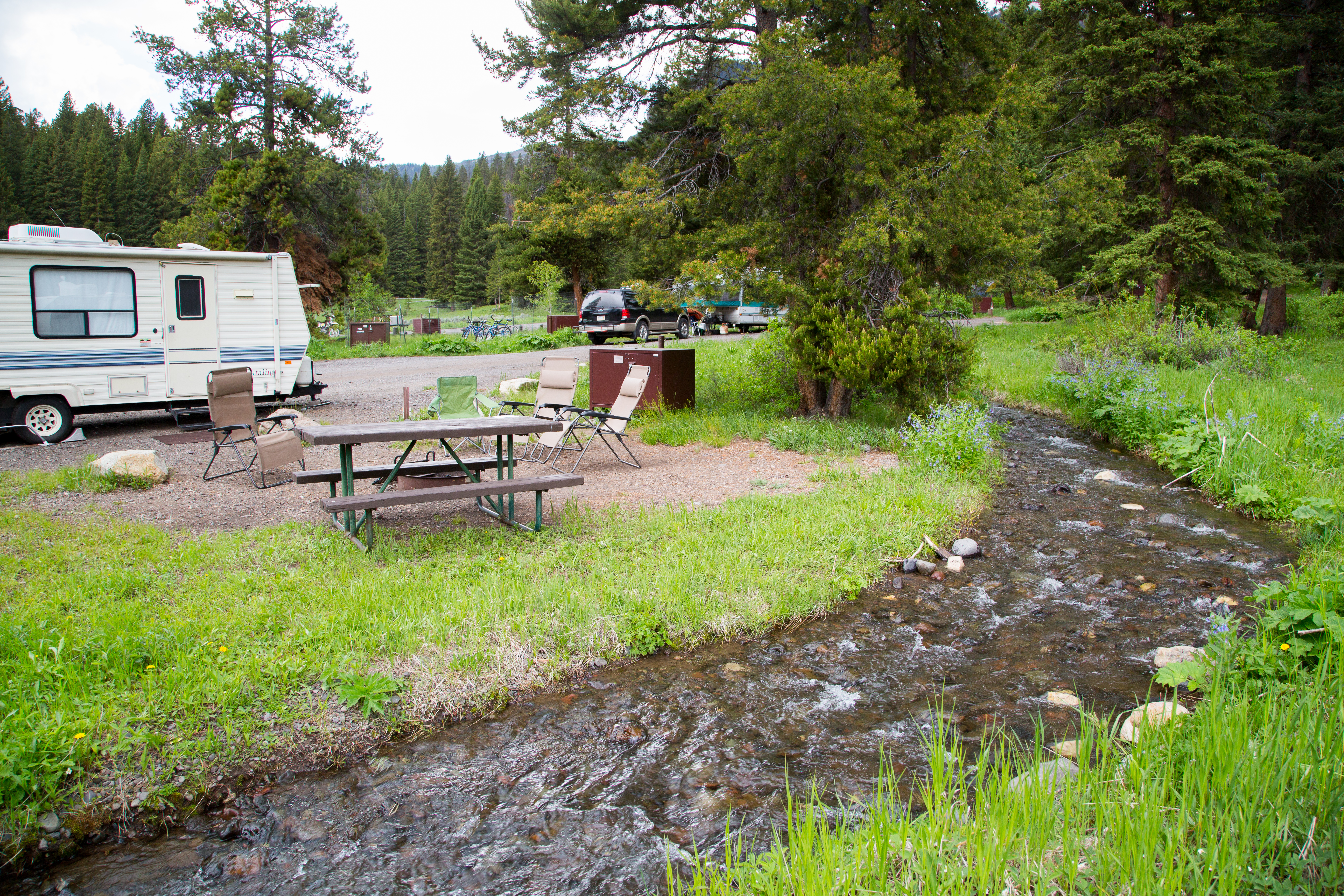
Pebble Creek am Pebble Creek Campground

## Belege
1. ↑  Pebble Creek. In: Geographic Names Information System. United States Geological Survey, United States Department of the Interior (englisch).